# 201-я стрелковая дивизия (2-го формирования)
201-я стрелко́вая диви́зия (201 сд) — формирование Сухопутных войск (соединение, стрелковая дивизия) РККА ВС СССР в период Великой Отечественной войны и после неё.
201-я стрелковая дивизия сформирована в соответствии с директивой командующего Ленинградским фронтом генерала армии Л. А. Говорова № 1/15885 от 25 мая 1943 года. Формирование дивизии проходило к северу от Ленинграда в местечке Лехтус на основе 27-й отдельной стрелковой бригады и 13-й бригады войск обороны Ленинграда.
В составе Действующей армии с 27 мая 1943 года по 9 мая 1945 года.
Начиная с 26 января 1944 дивизия принимала участие в Ленинградско-Новгородской операции, освобождала Гатчину (26.01.1944) и Лугу (12.02.1944)
В марте 1944 года дивизия сменила части 30-го стрелкового корпуса на Нарвском плацдарме.
Участвовала во взятии городов Нарва, в Рижской операции — Риги, уничтожении Курляндской группировки противника, c 06.03.1945 вела наступление из района Муринжи.
Закончила Великую Отечественную войну взятием города Кандава.
201-я стрелковая дивизия является предшественницей участнице Афганской войны 201-й Гатчинской дважды Краснознамённой мотострелковой дивизии и сформированной на её базе 201-й Российской военной базы, дислоцированной в республике Таджикистан.

## Полное наименование
201-я Гатчинская Краснознамённая стрелковая дивизия

## Находилась в составе
- на 01.07.1943 — 23-й армии, Ленинградского фронта;
- на 01.10.1943 — 2-й ударной армии, Ленинградского фронта;
- на 01.01.1944 — Ленинградского фронта (фронтовое подчинение);
- на 01.04.1943 — 117-го стрелкового корпуса, 59-й армии, Ленинградского фронта;
- на 01.07.1944 — 8-й армии, Ленинградского фронта;
- на 01.10.1944 — 122-го стрелкового корпуса 67-й армии, 3-го Прибалтийского фронта;
- на 01.01.1945 — 122-й стрелкового корпуса, 67-й армии, Ленинградского фронта;
- на 01.04.1945 — 100-го стрелкового корпуса, 22-й армии, Курляндской группы войск, Ленинградского фронта;

## Состав
- 92-й стрелковый Сестрорецкий Краснознамённый полк
- 122-й стрелковый полк
- 191-й стрелковый полк
- 220-й артиллерийский полк
- 198-й отдельный истребительно-противотанковый дивизион
- 112-я отдельная разведывательная рота
- 53-й отдельный сапёрный батальон
- 252-й отдельный батальон связи (256-я отдельная рота связи)
- 49-й отдельный медико-санитарный батальон
- 137-я отдельная рота химический защиты
- 20-я автотранспортная рота
- 556-я полевая хлебопекарня
- 813-й дивизионный ветеринарный лазарет
- 521-я полевая почтовая станция
- 476-я полевая касса Госбанка

## Командир дивизии
- Сонников, Григорий Леонтьевич, полковник, (май-июнь 1943 года)
- Якутович, Вячеслав Петрович, полковник, генерал-майор
- Ширяев, Андрей Александрович, полковник, 01.09.1944 — 30.08.1944
- Митропольский, Николай Васильевич, полковник, 30.08.1944 — 15.09.1944
- Ширяев, Андрей Александрович, полковник, 15.09.1944 — 03.11.1946
- Кучерявенко, Михаил Иванович, генерал-майор, 11.1946 — 03.1950

## Отличившиеся воины
Герои Советского Союза 201-й стрелковой дивизии.
- Миронов, Михаил Яковлевич, командир роты 92-го стрелкового полка, старший лейтенант. Герой Советского Союза. Звание присвоено 21.02.1944 года, за бой 23.01.1944 года в районе Гатчины (лично повёл в атаку две роты, сбросив гитлеровцев с железнодорожной насыпи, превращённой ими в оборонительный рубеж, будучи дважды раненным не покинул поле боя)
- Амяга, Георгий Васильевич (1923—1944), командир отделения 191-го стрелкового полка, старший сержант. Герой Советского Союза (посмертно). Звание присвоено 24.03.1945 года, за бой в июле 1944 года в районе Синимяэ (преодолев минное поле, он первым ворвался в траншею противника, дважды был ранен, но продолжал вести бой)
- Шалыгин, Сергей Андреевич (1925—1945), помощник командира взвода 112-й отдельной разведывательной роты, старший сержант Герой Советского Союза (посмертно). Звание присвоено 15.05.1946 года, за бой в 07.03.1945 года в районе Салдуса (закрыл грудью командира роты)
- Недошивин, Вениамин Георгиевич, командир роты автоматчиков 92-го стрелкового полка, лейтенант. Герой Советского Союза. Звание присвоено 05.10.1944 года, за бой 25-27.01.1944 года на подступах к Гатчине.

 Кавалеры ордена Славы трёх степеней.
- Симаков, Иван Михайлович, сержант, командир отделения 112 отдельной разведывательной роты.

## Награды дивизии
- 26 января 1944 года — Почётное наименование «Гатчинская» — присвоено приказом Верховного Главнокомандующего № 012 от 21 января 1944 года за отличие в боях при освобождении Гатчины.
- 20 февраля 1944 года —  Орден Красного Знамени — награждена указом Президиума Верховного Совета СССР от 20 февраля 1944 года за успешное выполнение боевых заданий командования в боях c немецкими захватчиками за освобождение города Луги и проявленные при этом доблесть и мужество.[4]

Награды частей дивизии:
- 92-й стрелковый Сестрорецкий Краснознамённый полк
- 191-й стрелковый Нарвский ордена Александра Невского[5] полк

## В культуре, мемуары
- В конце войны лейтенантом, командиром взвода 220-го арполка дивизии служил Владимир Конюшев — будущий писатель, автор ряда романов о войне, в том числе широко известного романа «Ударная армия», а его повесть «Офицер связи» предваряется словами: «Боевым побратимам воинам 220-го артиллерийского полка 201-й стрелковой Гатчинской Краснознаменной дивизии с глубокой любовью посвящаю», а в 2005 году были опубликованы фрагменты его фронтового дневника.[6]